# II bitwa pod Nördlingen
II bitwa pod Nördlingen (znana także jako bitwa pod Alerheim) – starcie zbrojne, które miało miejsce 3 sierpnia 1645 roku podczas wojny trzydziestoletniej.
Cesarsko-bawarska armia (12 tys. żołnierzy) prowadzona przez feldmarszałka von Mercy, rozbiła obóz w okolicach wioski Alerheim w pobliżu Nördlingen w Bawarii, by zagrodzić drogę Francuzom zamierzającym zdobyć Donauwörth. Von Mercy zajął umocnioną pozycję na wzgórzach nad Wörnith, gdzie wódz cesarski umieścił w centrum piechotę w dwóch rzutach, a na skrzydłach jazdę i działa, przy czym lewe skrzydło jego armii było silniejsze.
Armia francuska (12 tys. żołnierzy) dowodzona przez Wielkiego Kondeusza i marszałka Turenne’a także uszykowana została w dwóch rzutach – w centrum znalazło się 10 baonów piechoty, na lewym skrzydle 18 szwadronów jazdy i 6 baonów, na prawym skrzydle 16 szwaronów i 6 baonów. W odwodzie stanęło 5 szwadronów.
Bitwę rozpoczęli Francuzi atakując pozycje cesarsko-bawarskie. Atak piechoty francuskiej został odparty z wielkimi stratami, podobnie nie powiodły się natarcia francuskiej kawalerii na skrzydłach. Jazda francuska prawego skrzydła została spędzona przez jazdę cesarską aż za obóz. Zajmowane pozycje utrzymało jedynie lewe skrzydło armii francuskiej, gdzie dowodził Turenne.
Gdy wódz armii cesarsko-bawarskiej von Mercy poległ, dowodzący lewym skrzydłem francuskim Turenne spędził jazdę cesarską prawego skrzydła i atakiem piechoty zdobył działa, obracając je na centrum przeciwnika. Gdy do tego jeszcze Kondeusz rzucił do ataku odwód, piechota cesarska została wyparta z Alerheim zanim dowodzący lewym skrzydłem cesarskim Johann von Werth zdołał ściągnąć rabujących obóz francuski rajtarów i wrócić do walki.
Po zapadnięciu zmroku obie armie całą noc stały naprzeciw siebie, po czym z rana pobite wojska cesarsko-bawarskie wycofały się z bitwy, w której obie strony poniosły równie ciężkie straty. Straty te tak osłabiły Francuzów, że nie byli w stanie ruszyć w pościg za wycofującym się nieprzyjacielem. Armia cesarsko-bawarska straciła 4 tys. zabitych i rannych, 2 tys. jeńców i 15 dział, Francuzi stracili 5,5 tys. zabitych i rannych. Już na początku bitwy wyczerpani Bawarczycy rozpoczęli negocjacje pokojowe, które doprowadziły dwa lata później do traktatu w Ulm.
Historycy wojskowości uznają bitwę pod Nördlingen za typowy bój wojny trzydziestoletniej – niezwykle krwawy i praktycznie nierozstrzygnięty.

## Literatura
- Mała Encyklopedia Wojskowa, 1967, wydanie I.